# Mitra Suri
Mitra Suri (paschtunisch میترا سوری; * 20. Jahrhundert in Neu-Delhi, Indien) ist eine afghanisch-kanadische Schauspielerin und Stuntwoman.

## Leben
Mitra Suri wurde in Neu-Delhi in Indien geboren. Ihre Familie verließ ihre afghanische Heimat in Richtung Kanada, um dem Krieg mit der Sowjetunion zu entkommen. Sie erhielten daraufhin die kanadische Staatsbürgerschaft und lebten in Toronto. Mitra konnte sich ab den 2010er Jahren als Stuntwoman und als Schauspielerin in Film und Fernsehen etablieren. In fast 50 Produktionen wirkte sie als Stuntwoman mit (unter anderem The Mother, Fresh, Resident Evil: Retribution), in 12 Produktionen als Schauspielerin (Shazam!, Violent Night, Verlorene Liebe), wobei sie in einigen Produktionen beides übernimmt. Für ihren Mitarbeit an den Stunts in der Serie Peacemaker wurde sie 2022 bei den UBCP/ACTRA Awards mit dem gesamten Stuntteam in der Kategorie Best Stunt Performance nominiert. Ihre Fähigkeiten umfassen Martial Arts, darunter Kampfsportarten wie Taekwando (schwarzer Gürtel) oder Brazilian Jiu-Jitsu (blauer Gürtel).
Mitra Suri ist alleinerziehende Mutter und hat sich in ihrer Stuntkarriere bisher 12 Knochenbrüche zugezogen (Stand: Mai 2024).

## Filmografie
- 2012: Resident Evil: Retribution (Stunts)
- 2019: Shazam! (Darstellerin)
- 2022: Fresh (Stunts)
- 2020: CR: Complete Reality (Stunts)
- 2022: Violent Night (Darstellerin)
- 2022: Peacemaker (Stunts)
- 2022: Verlorene Liebe (Brazen) (Darstellerin)
- 2023: The Mother (Stunts)